# Вулиця Вугільна (Львів)
Ву́лиця Ву́гі́льна — невеличка вулиця в межах Шевченківського району міста Львова, неподалік історичного центру міста. Прямує у північному напрямку та сполучає вулицю Князя Мстислава Удатного з площею Святого Теодора.

## Історія
Вулиця зображена вже на карті 1777 року Йозефа Даніеля фон Губера. Від другої половини XIX століття й донині має назву Вугільна. За путівником Францішека Баранського, вулицю так назвали близько 1860 року через продавців деревного вугілля, які мали тут свої склади. У 1840—1850-х роках мала назву вул. Синагоги, через розташування на вулиці колишньої хасидської синагоги Якова Ґлянцера, збудованої у 1842—1844 роках на розі вулиці Вугільної та площі Святого Теодора. Від рогу синагоги до Полтви, над руслом якої проходить тепер проспект Вячеслава Чорновола, пролягала вуличка Закутна, за путівником Баранського, названа так 1871 року через своє розташування на куті площі Святого Теодора. Раніше мала назву — вулиця З площі Святого Теодора. По війні вулицю було вилучено з реєстру вулиць, а тих дві будівлі, що залишилися, приєднано відповідно до площі Святого Теодора та вул. Вугільної.

## Забудова
Вулиця Вугільна забудована будинками у стилях класицизм та віденська сецесія. Нині на вулиці Вугільній збереглася лише будівля колишньої синагоги «Хадашим», а інші будинки адресно належать до сусідніх вулиць. Синагога внесена до Реєстру пам'яток архітектури місцевого значення.

### Будинки
№ 3 (колишня адреса — вул. Закутна, 4, конскрипційний номер 87¾). У 1871 та 1916 роках — колишня хасидська синагога Якова Ґлянцера, збудована у 1842—1844 роках на розі вулиці Вугільної та площі Святого Теодора. Реконструкцію синагоги здійснили у 1909—1912 роках у стилі необароко за проєктом Володимира Подгородецького. Німецька окупаційна влада у 1941—1944 роках споруду використовувала як склад; від площі Теодора розрубали велику в'їзну браму для вантажівок. Синагога відновила свою діяльність по війні та була чинною до 1962 року, коли комуністична влада її закрила. На початку 1960-х років синагога перетворена на спортивну залу Львівського поліграфічного інституту. 1991 року синагогу передали Львівському товариству єврейської культури імені Шолом-Алейхема, яке використовує її як культурний центр і 13 грудня 1991 року будівля синагоги внесена до реєстру пам'яток архітектури місцевого значення під охоронним № 2032-м.

### Неіснуючі адреси, втрачені будинки, будинки приписані до сусідніх вулиць
вул. Вугільна, 1 (інша адреса — вул. Старозаконна, 5, нинішня вул. Князя Мстислава Удатного, 5). Власником будинку (конскрипційний номер 613¾) у 1871 році був Йосель Ляу. Тут також діяла єшива «Тора Ор». У 1904 році власником будинку був Герш Ляу, у 1935 році — Герш Бланштайн.
вул. Вугільна, 2 (інша адреса — вул. Старозаконна, 7, нинішня вул. Князя Мстислава Удатного, 7). Власником будинку (конскрипційний номер 587¾) у 1871 році була Фундація єврейського шпиталю, у 1935 році власником будинку був Зиґмунт Зильберштайн.
вул. Вугільна, 4 (нинішня адреса — пл. Святого Теодора, 11). Власником будинку (конскрипційний номер 591¾) у 1871 році був Вольф Ляйнванд, у 1935 році — Ліда Ландау та спілка.
вул. Закутна, 1. Власником будинку (конскрипційний номер 91¾) у 1871 році була Леа Полтовер, у 1935 році — незабудована ділянка, що належала громаді міста Львова. Нині такої адреси, як і самого будинку не існує.
вул. Закутна, 2. Власником будинку (конскрипційний номер 89¾) у 1871 році були Саламон Ґербер і спілка, у 1935 році — доктор Марек Фінкер і спілка. Нині такої адреси, як і самого будинку не існує.
вул. Закутна, 3. Власником будинку (конскрипційний номер 92¾) у 1871 році був Абрам Басс, у 1935 році — Симха Зильберштайн та Мірла Зальцберг. Нині такої адреси, як і самого будинку не існує.